# アカバナ科
アカバナ科（アカバナか、Onagraceae）は、フトモモ目の科で、その多くは多年草。まれに低木。約640-650種あり、世界中に分布している。フクシア、ツキミソウ、マツヨイグサなどを含む。世界に約37属あり、日本には5属が分布し、その他、帰化種・栽培種がある。花はふつう4数性か2数性。雄蕊は花弁と同数か2倍数となる。

## 主な属
- ヤナギラン属 (Chamerion)- ヤナギラン
- ミズタマソウ属 (Circaea)- ミズタマソウ、ウシタキソウ、タニタデ
- サンジソウ属 (Clarkia)- ゴデチア
- アカバナ属 (Epilobium)- アカバナ、エゾアカバナ
- ガウラ属 (Gaura)- ヤマモモソウ
- チョウジタデ属 (Ludwigia)- チョウジタデ、ミズキンバイ、ミズユキノシタ、アメリカミズユキノシタ、タゴボウモドキ、ヒレタゴボウ
- マツヨイグサ属 (Oenothera)- マツヨイグサ、オオマツヨイグサ、ツキミソウ、ヒルザキツキミソウ、アカバナツキミソウ、ユウゲショウ

## ギャラリー

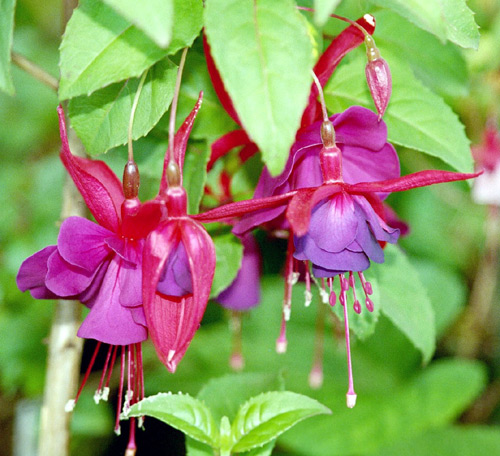
二重のフクシア
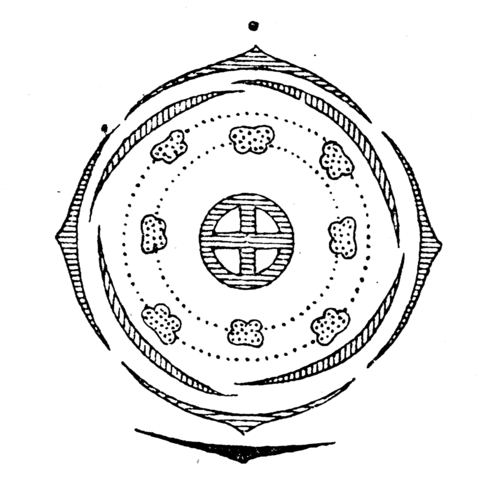
マツヨイグサ属の花式図
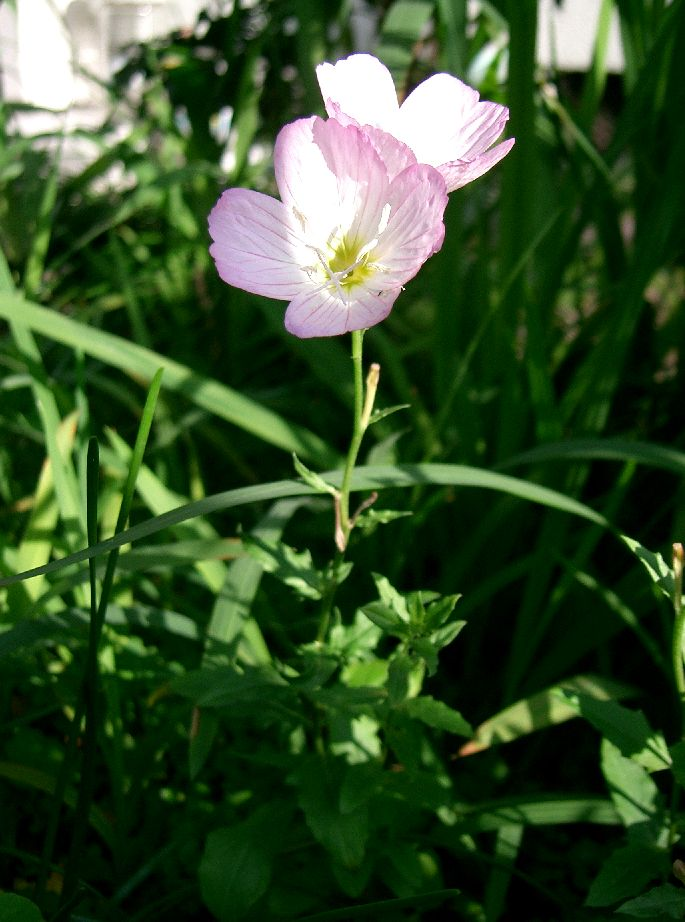
ヒルザキツキミソウ
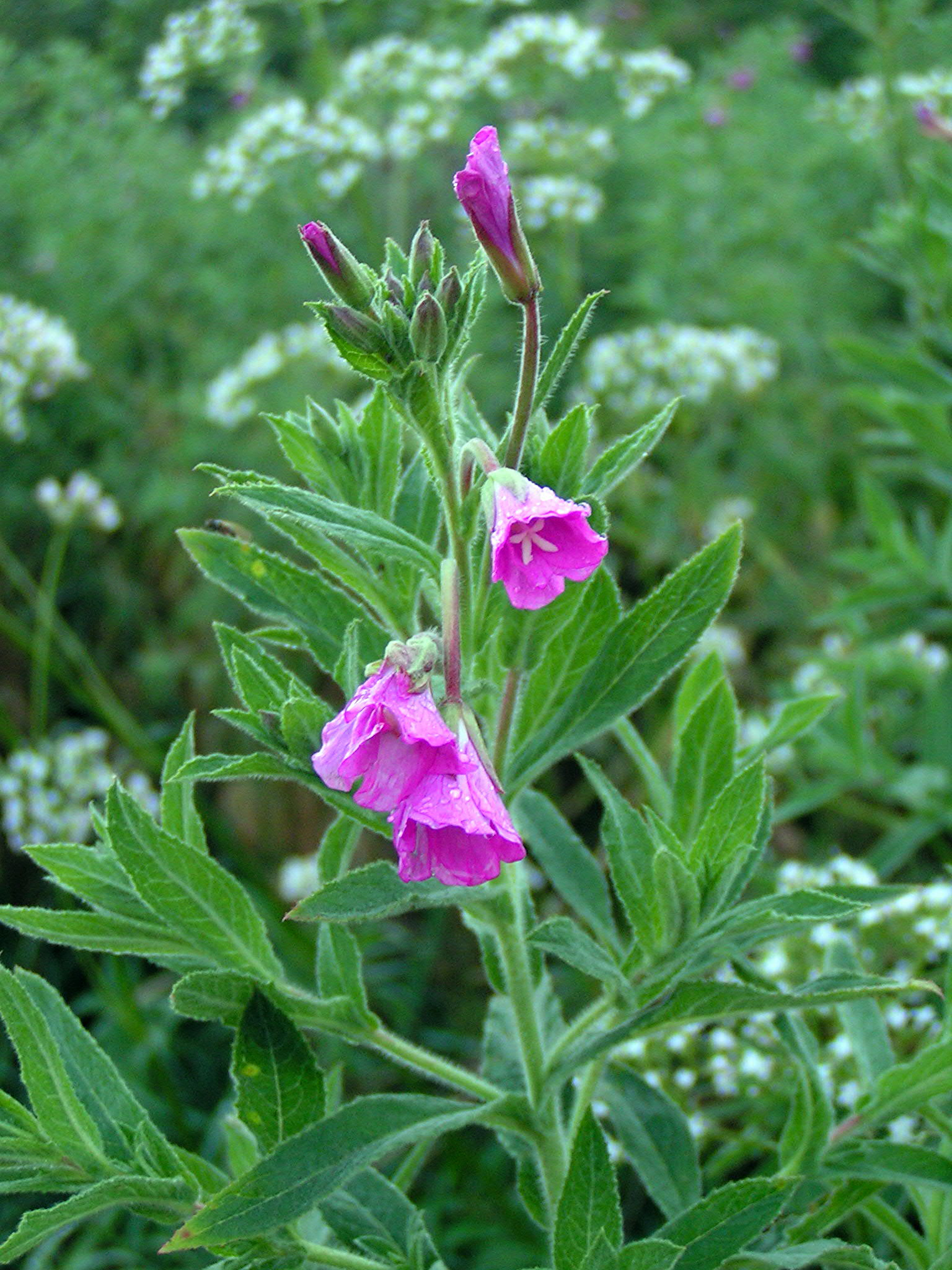
オオアカバナ